# Rüdingsdorf
Rüdingsdorf ist ein Ortsteil der Stadt Luckau im brandenburgischen Landkreis Dahme-Spreewald.

## Lage
Rüdingsdorf liegt in der Niederlausitz. Benachbarte Orte sind Zützen (zu Golßen) im Norden, Zauche (zu Kasel-Golzig) im Nordosten, Kreblitz im Osten, Gießmannsdorf im Süden, Zieckau und Caule im Westen sowie Jetsch (zu Kasel-Golzig) im Nordwesten. Durch den Ort verlaufen die Bundesstraße 96 und die Kreisstraße 6138.

## Geschichte
Rüdingsdorf wurde am 5. September 1436 unter dem Namen Rudegersdorff urkundlich erwähnt. Weitere frühere Ortsnamen waren Rudingstorf (1497), Radenstorff (1527) und 1537 wieder Rudingstorf.
Seit 1952 gehörte Rüdingsdorf zum Kreis Luckau im Bezirk Cottbus. Am 1. April 1974 wurde Rüdingsdorf nach Gießmannsdorf eingemeindet. Als Teil der Gemeinde Gießmannsdorf lag Rüdingsdorf ab dem 25. Mai 1992 im Amt Luckau. Am 30. November 1997 wurde Rüdingsdorf aus der Gemeinde Gießmannsdorf aus- und in die Stadt Luckau eingegliedert.

### Bevölkerungsentwicklung
| 1875 | 124 | 1890 | 140 |
| 1910 | 107 | 1925 | 122 |
| 1933 | 105 | 1939 | 102 |
| 1946 | 123 | 1950 | 128 |
| 1964 | 115 | 1971 | 114 |